# Вішньова (притока Лівіни)
Вішньова (словац. Višňová) — річка в Словаччині, ліва притока Лівіни, протікає в окрузі Бановці-над-Бебравою.
Довжина приблизно 6.2 км. Витік знаходиться в масиві Дунайська низовина (геоморфологічна підодиниця Нітранські пагорби); на висоті близько 265 метрів..
Протікає територією сіл Похабани і Борчани. Впадає у Лівіну на висоті приблизно 190-195 метрів.